# Dasiphora davurica
Dasiphora davurica även rysk vit-tok är en rosväxtart som först beskrevs av Chrétien Géofroy Christian Gottfried Nestler, och fick sitt nu gällande namn av Komarov. Dasiphora davurica ingår i släktet tokar, och familjen rosväxter. Utöver nominatformen finns också underarten D. d. mandshurica.

## Bildgalleri

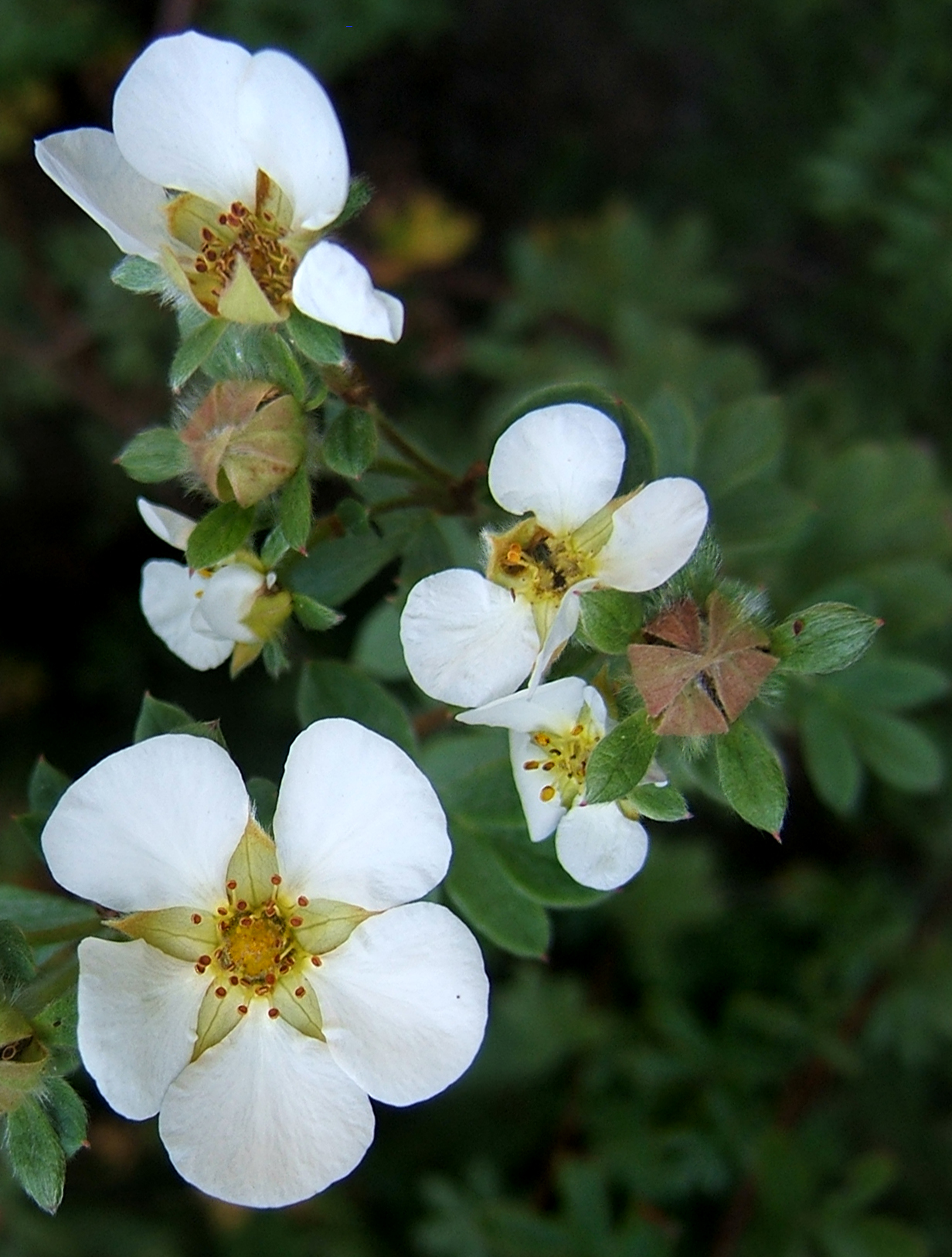
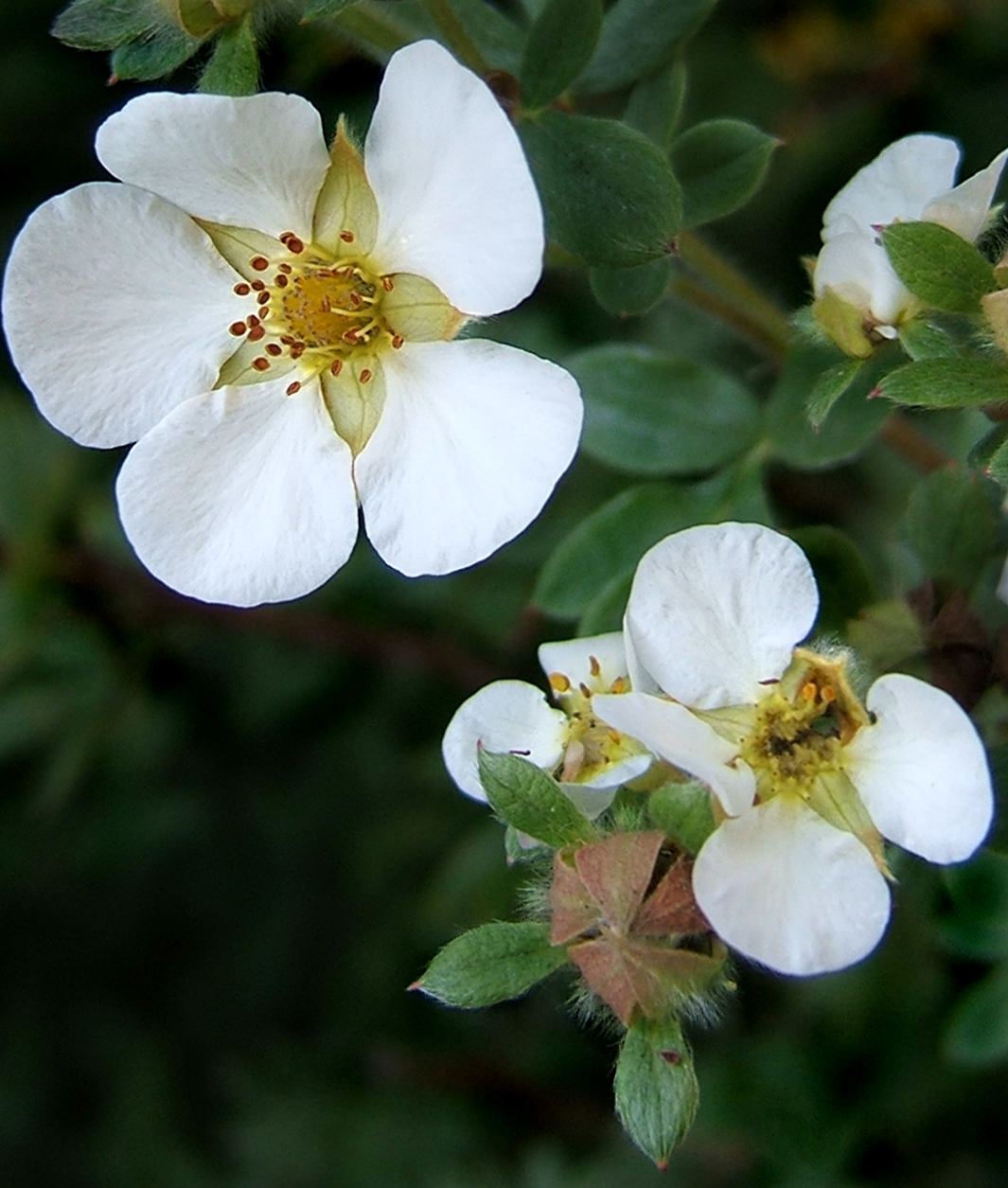
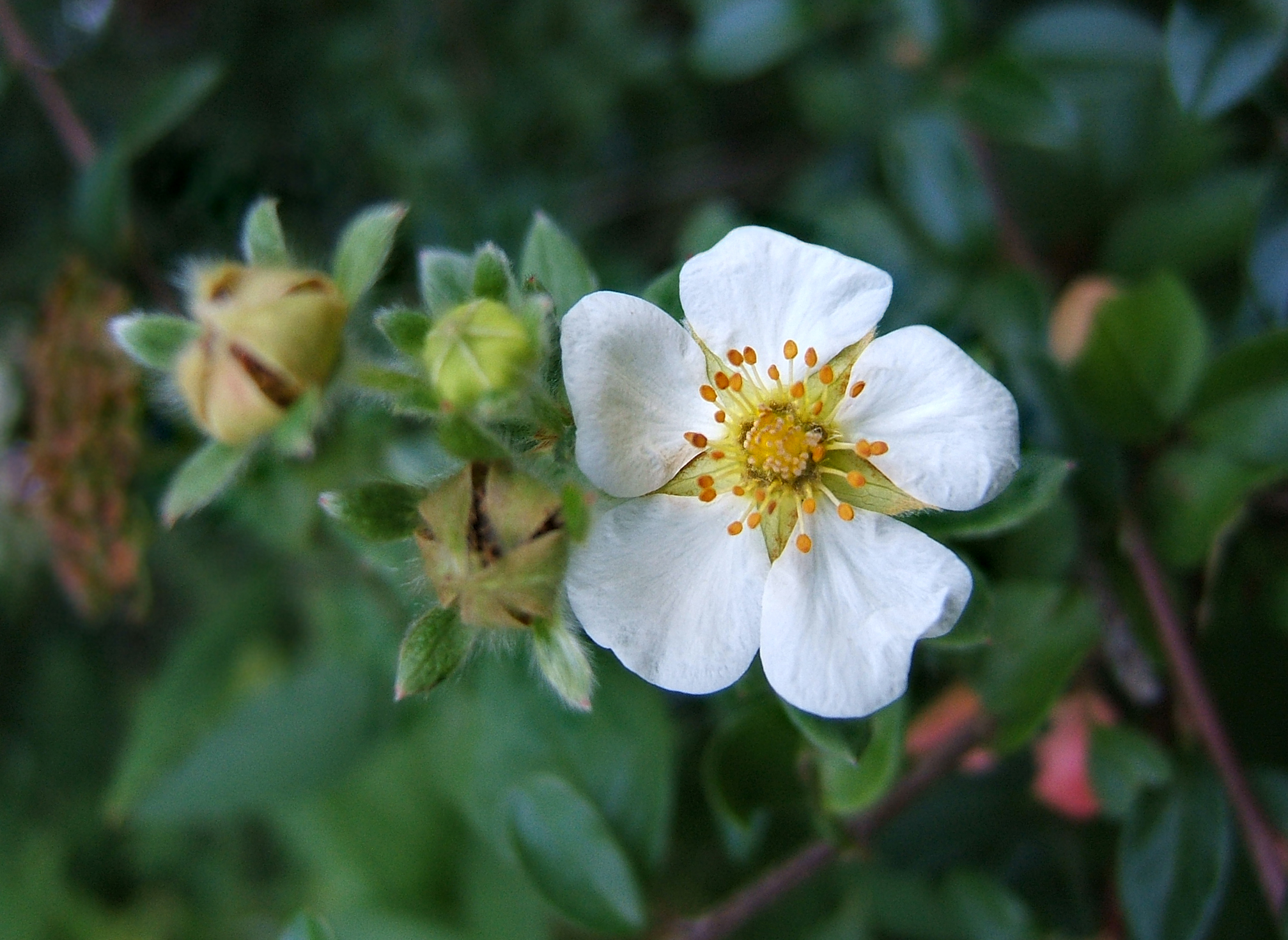
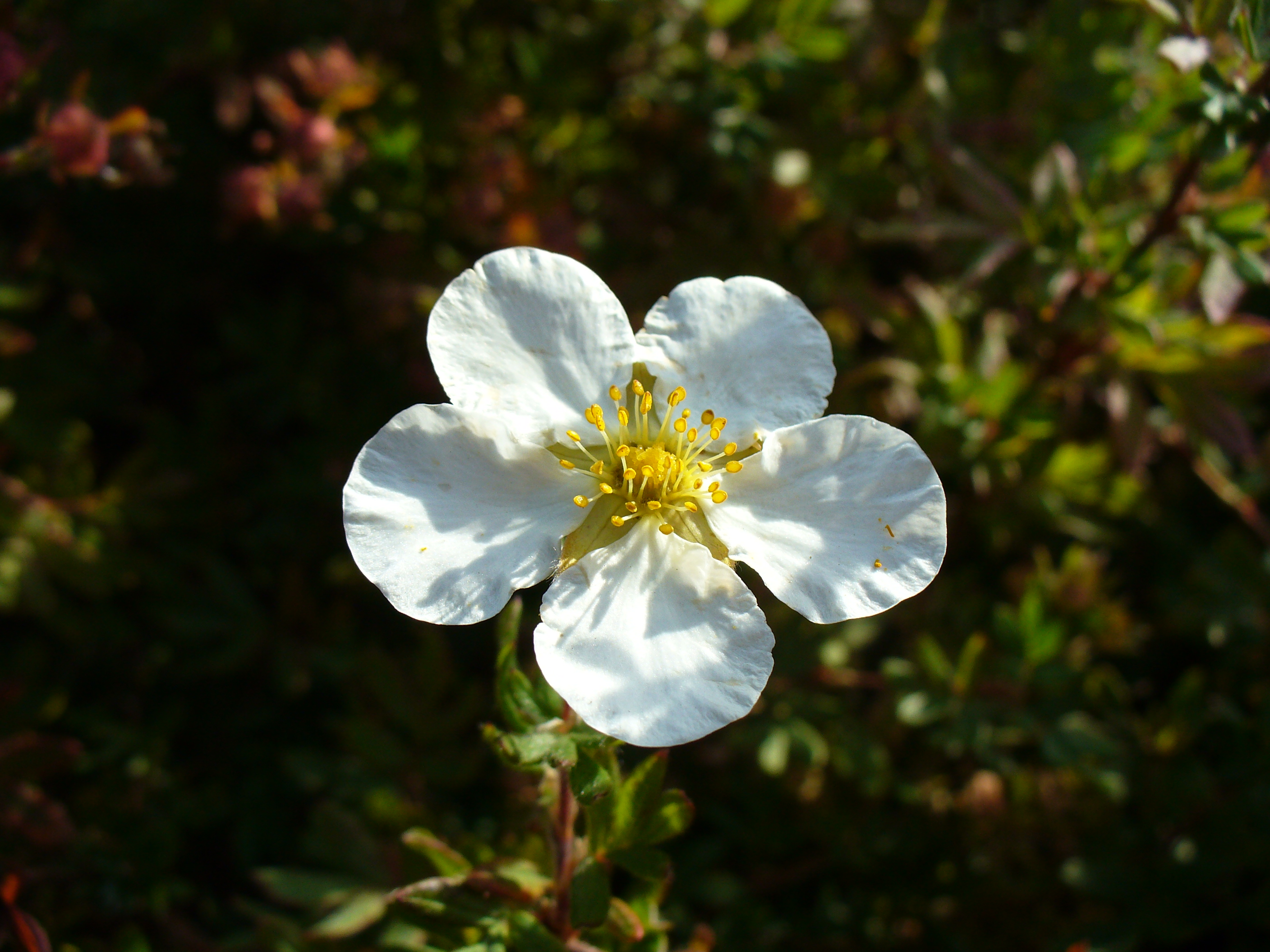
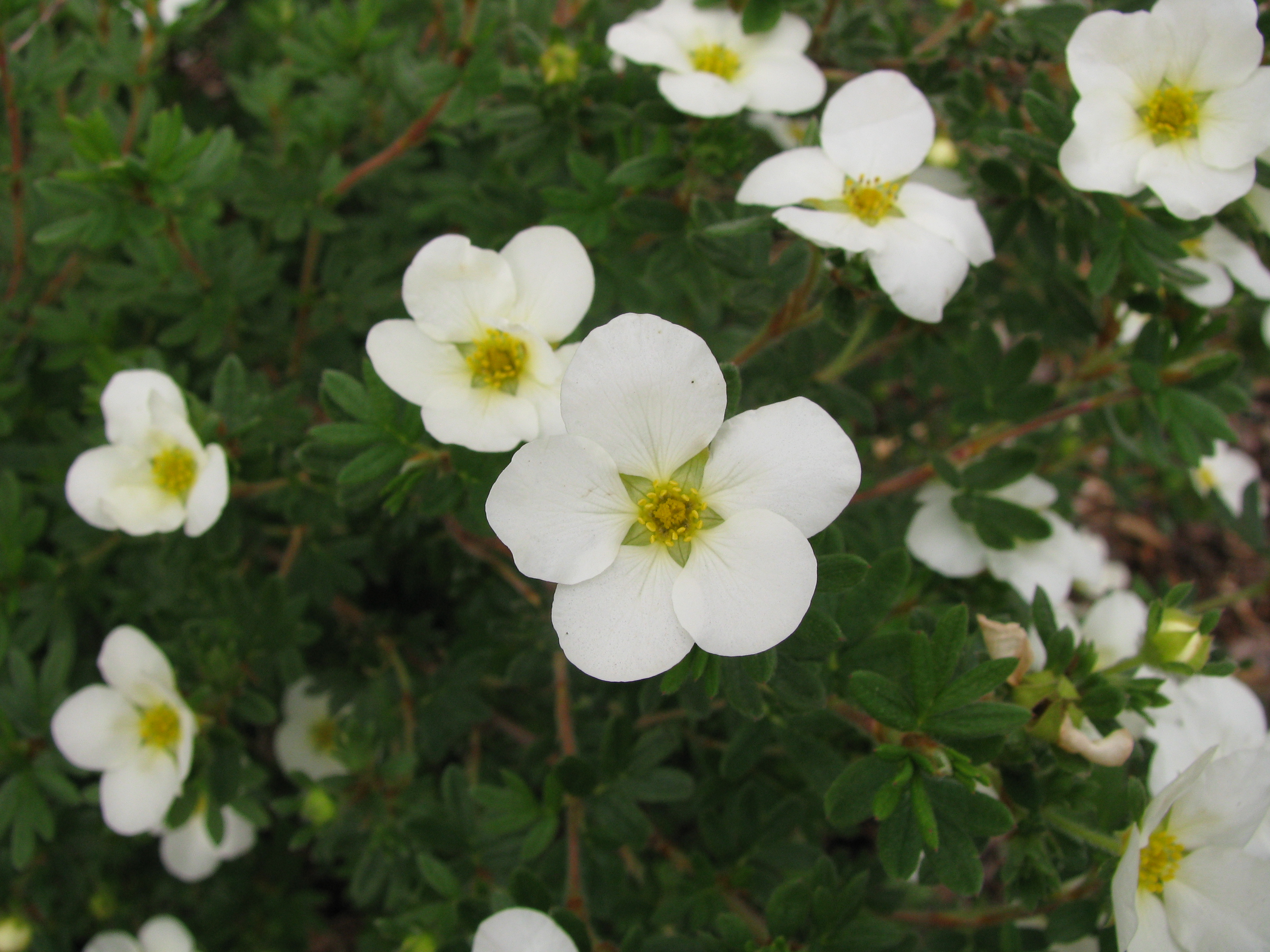
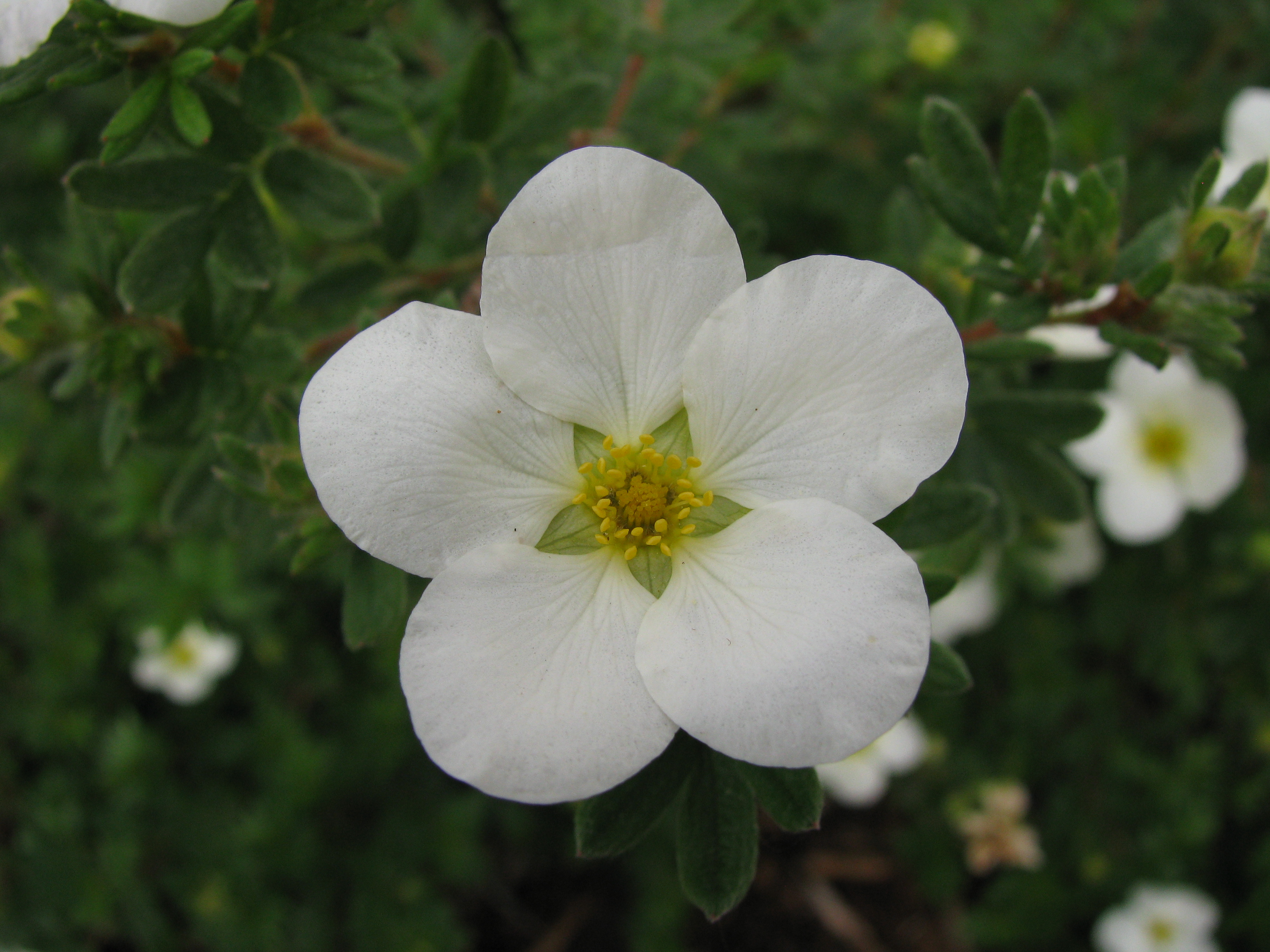